# Svenska ubåtar

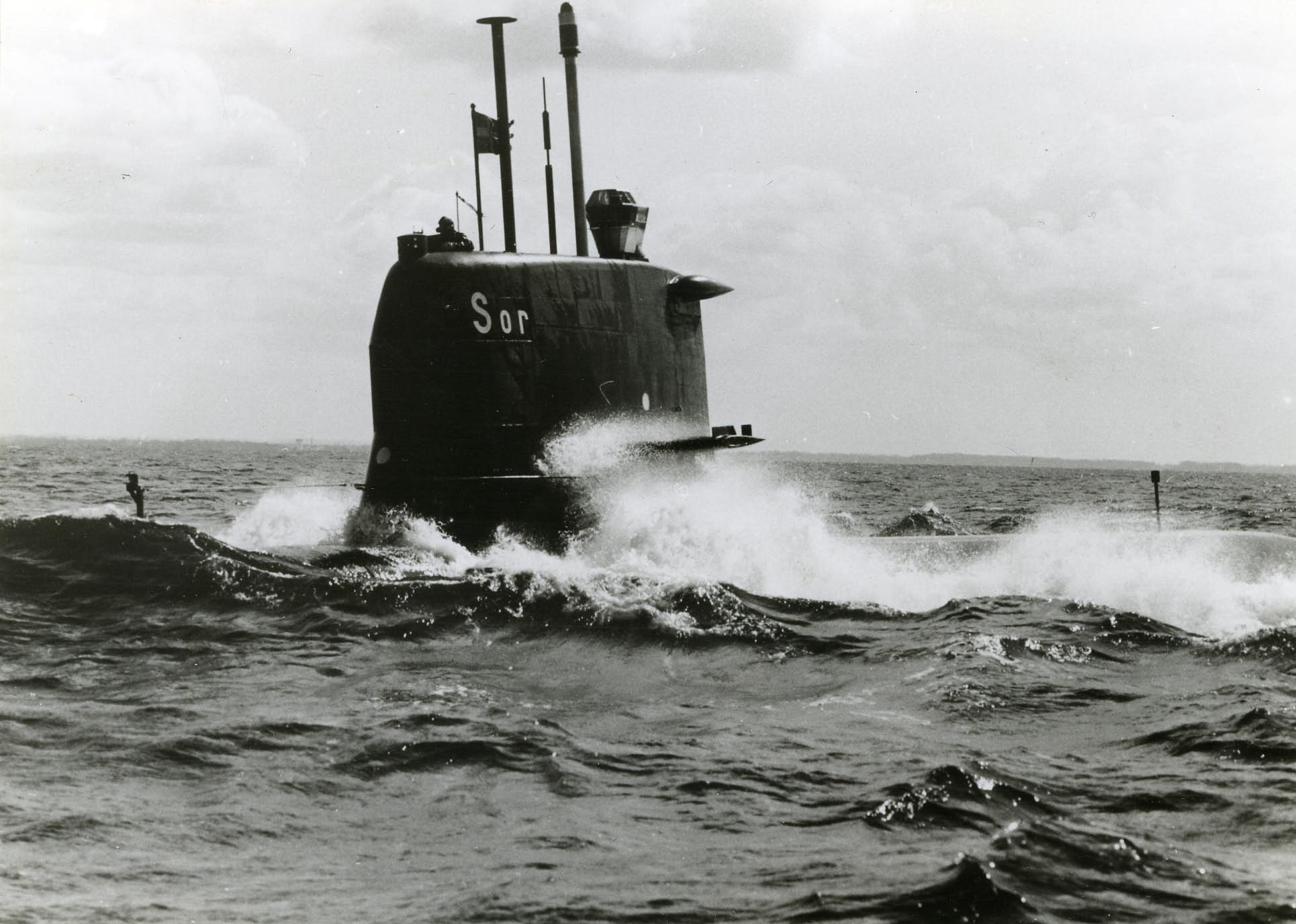
HMS Sjöormen 1967.

Svenska ubåtar började tillverkas för svenska flottan år 1869. Intresset för att börja konstruera ubåtar inleddes med den svenska pionjären Thorsten Nordenfelts uppfinningar som kom att vara ett viktigt kapitel för ubåtsutvecklingen. Under det dryga sekel som förflutit har ett 20-tal skilda ubåtsserier konstruerats i Sverige och över 70 ubåtar av olika storlekar och typer har byggts inom landet, varav mer än hälften på Kockums i Malmö.
Gotland, Uppland och Halland är idag tre av Sveriges fyra operativa ubåtar. För ökad säkerhet hos ubåtsvapnet har man sedan 1970-talet haft en ubåtsräddningsfarkost (URF). Saabs affärsområde Kockums bygger just nu nästa generations ubåtar med arbetsnamnet A26, Blekinge-klass. Sverige är idag (2021) bland de världsledande tillverkarna inom ubåtsteknik.

## Svenska ubåtens historia
Med bara 100 år på nacken är ubåtsvapnet ett relativt ungt men tungt vapensystem. Att det kunde utvecklas till ett fungerande koncept var främst förbränningsmotorns förtjänst. Den möjliggjorde framdrift i ytläge, kombinerat med batteridrift i undervattensläge. Trots den tekniska utvecklingen av ubåtens funktioner var den tidiga ubåten en dykbåt. Om en fiende siktades kunde farkosten dyka under ytan för att sedan avfyra en torped. Om risken för motangrepp bedömdes som låg kunde torpeder avfyras i ytläge. Spaning bedrevs enbart med kikare, vilket begränsade sikten och innebar korta upptäcktsavstånd. De tidiga ubåtarna kunde bara köras med låg hastighet och hade begränsad uthållighet. Farkosterna var ganska små och otympliga, men hade ändå en strategisk funktion. Den svenska dykbåten härstammar från den svenske uppfinnaren och affärsmannen Thorsten Nordenfelt som var betydande för ubåtsutvecklingen under 1800-talets andra hälft.

### Thorsten Nordenfelt
Thorsten Nordenfelt var en viktig och betydelsefull ubåtspionjär i Sverige. Efter en vistelse i Liverpool år 1881 inspirerades han till att börja  konstruera och bygga ubåtar. Under Liverpoolvistelsen studerade Nordenfelt en ångdriven ubåt konstruerad av den självlärde engelske ingenjören George William Garrett. Till skillnad från Garrett, var Nordenfelt intresserad av att bygga en ubåt som kunde beväpnas med torpeder. Nordenfelt fick hjälp av Garrett som delade med sig av sina kunskaper inom området. Idén till att konstruera en undervattensbåt hade växt fram hos Nordenfelt genom en analys av det läge som uppstått, då snabbskjutande kanoner framgångsrikt kunde bekämpa torpedbåtar. För att avfyra torpeder mot större fartyg behövde man komma närmare målet och det krävde att man inte upptäcktes. Lösningen blev att närma sig och anfalla i undervattensläge.

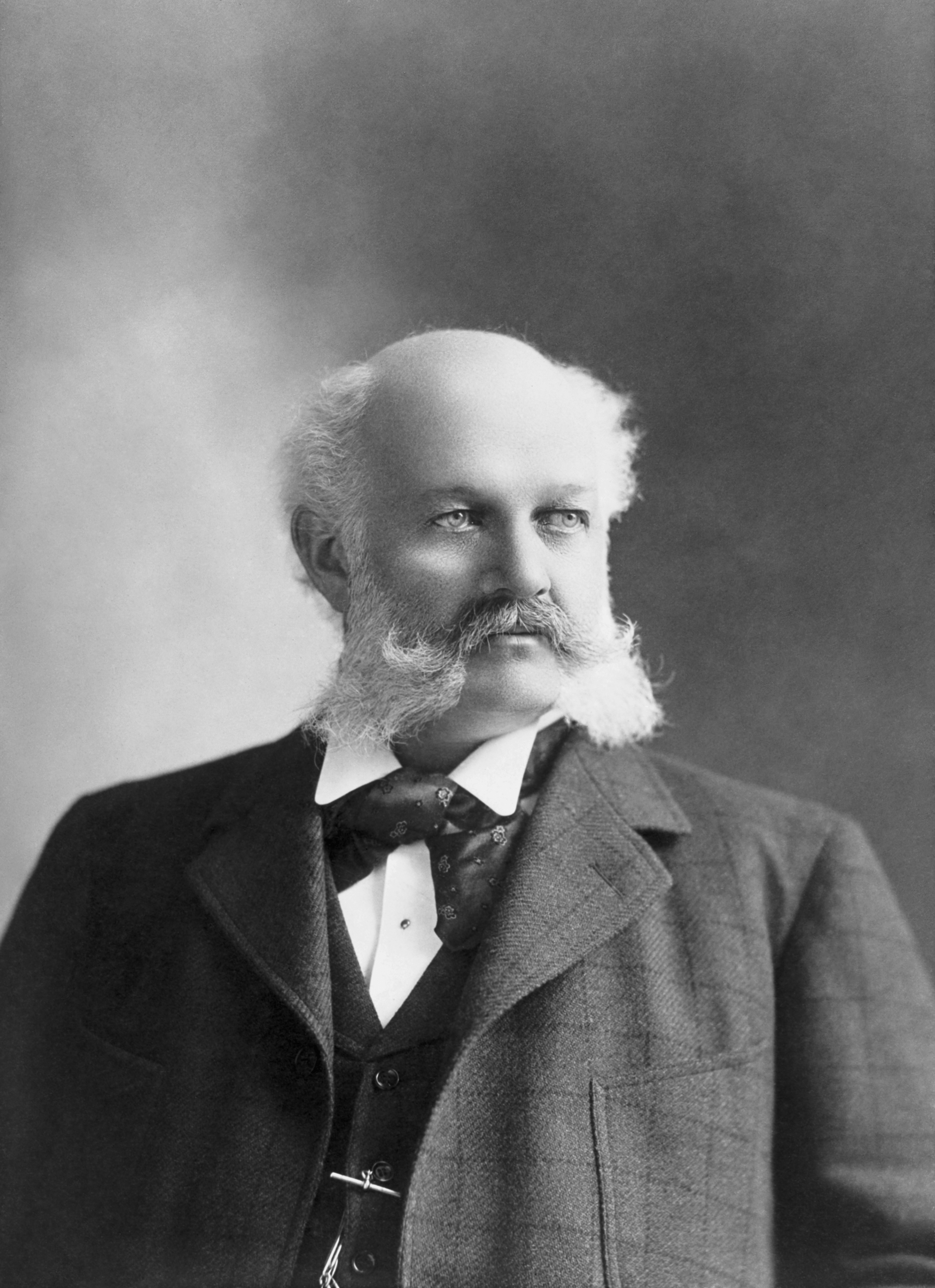
Fotografi av Thorsten Nordenfelt år 1924. 82 år gammal.

### Nordenfelts ubåt No: 1
Ett mycket fruktbart samarbete kom till stånd, baserat på Nordenfelts gryende idéer och Garretts praktiska skicklighet. Många försök att bygga en ubåt för militära bruk hade dittills gjorts, men man kan knappast säga att någon före Nordenfelt hade lyckats. Vad som skilde Nordenfelts och Garretts projekt från föregångarna var dels framdrivningsättet, maskinkraft istället för människans kraft och beväpningen. Istället för att ladda ubåtar med lösa sprängladdningar som skulle fästas på fiendens fartyg hade man parallellt börjat utveckla torpeden. Ubåten färdigställdes år 1885 och dess förmåga  och teknik visades upp för en rad utländska officerare och intressegrupper. Det spolformade skrovet till ubåten byggdes vid Bolinders verkstad i Stockholm, och färdigställdes vid Karlsviks vapenfabrik nedanför Marieberg. För ubåtens framdrivning hade Nordenfelt valt en ångmaskin på 100 hästkrafter. Den överhettade ångan som bildades under drivning magasinerades i en särskild ångaccumulator och räckte för fem timmars gångtid. Som väntat, fanns det nackdelar; ångmagasinet tog lång tid att ladda upp, värmen blev mycket besvärlig för den tre man starka besättningen ombord. De fria vätskeytorna gjorde att stabiliteten och jämvikten i ubåten förändrades ömsom dippad aktern ömsom fören, omständigheter som hårt slet på besättningens nerver. Med Nordenfelt som kapten, bevittnade experter och officerare ubåten med förundran. Sjökrigskonsten befann sig i brytningstid och man var osäker på vad den nya tekniken innebar för sjökrigföringen. Den svenska flottan kritiserade och ifrågasatte ubåtens militära värde och det skulle dröja ända till år 1904 innan svenska flottan fick sin första, militärt brukbara ubåt, Hajen.

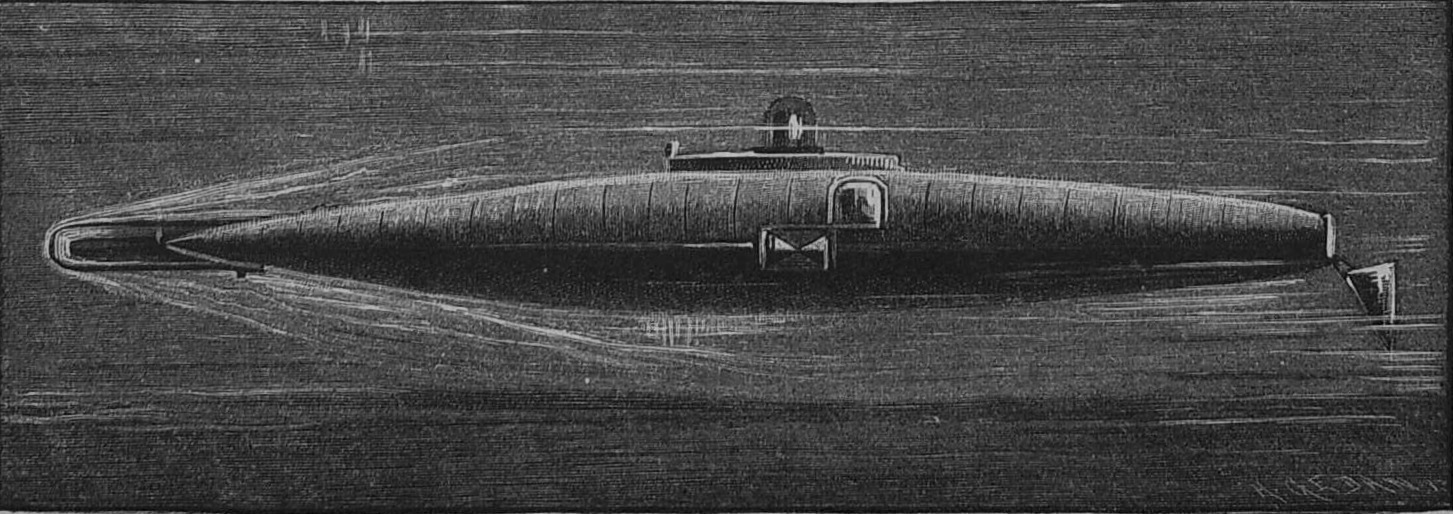
Illustration av Nordenfelts ubåt No:1 från tidskriften Die Gartenlaube No: 50 1885.

### Nordenfelt No: 2 och No: 3
No: 1 fick sina efterföljare i form ut av No: 2 och No: 3 som stod klara år 1886 och 1887. Båda såldes till det Ottomanska riket. Båda ubåtarna var över 30 meter långa, 6 meter breda och hade ett deplacement på 160 ton. De byggdes viid Barrow Shipyard i Barrows-in-Furness i norra England och hade en förbättrad teknik i jämförelse med föregångaren No: 1. Med en bemanning på sju personer per båt, driven av varsin koleldad 250-hästkrafters Lamm ångmotor, var maxfarten i ytläge 6 knop, medan maxfarten i undervattensläge 4 knop. Ubåtarna var beväpnade med två 356-millimeters torpedtuber och två 35-millimeters maskingevär. I det Ottomanska Riket fick de namnen Abdül Hamid respektive Abdül Mecid. Ubåtarna var de första  någonsin som avfyrade en torped i undervattensläge.

### Nordenfelt No: 4 och No: 5
Nordenfelt fortsatte utvecklingsarbetet systematiskt. Samtidigt som No: 3 var redo för sjösättning år 1887, färdigställdes Nordenfelt No:4. Den betydligt större tungviktaren vägde 250 ton och drevs av dubbla motorer som levererade 1250 hästkrafter. Denna ubåt, som också byggdes i Barrow-in-Furness i Scotland, var utrustad med en ny teknologisk uppfinning; en invändig torpedtub vilken möjliggjorde omladdning inifrån ubåten. Från varvet, uppkallat efter Nordenfelt, gick No: 4 för egen maskin genom Irländska sjön förbi Wales och Lands End till Southampton. No: 4 hade därmed visat sin sjöduglighet. No: 4 kom att exporteras till den ryska marinen. Planerna på den sista ubåtstypen, No: 5 utvecklad av Nordenfelt fick skrinläggas till följd av att No: 4 strandade under leveransfärden till Ryssland år 1888 på Jyllands västkust. Orsaken till olyckan var felnavigering. Då Nordenfelt själv stod för leveransturen led pionjären därför avsevärda ekonomiska förluster. Nordenfelts patent rörande ubåtar fick överlåtas till Barrow-varvet som fortsatte byggandet av ubåtar på egen hand. Ett mycket betydelsefullt kapitel i svenska marinens utvecklingshistoria hade därmed avslutats.

## Kockum, det världsledande företaget för ubåtsteknik
Under 1800-talets industriella epok fick Kockum på allvar fart på verksamheten. Kockum har sitt ursprung i Kockums Mekaniska Verkstad som grundades av Frans Henrik Kockum år 1840. Under en lång period var Kockum Malmös största industri och varvet var under ett par år störst i världen. Från början var Kockum enbart en verkstad för gjuteri och mekanik vid Davidshall i Malmö och det första fartyget levererades år 1873. De byggde upp en omfattande landbaserad industri med tillverkning av grävmaskiner i Landskrona. Främst tillverkades örlogsfartyg, oljetankrar och handelsfartyg. Företaget blev mycket betydelsefullt under 1900-talets krigsår som gav en högkonjunktur för produktion av krigsberedda ubåtar. Utvecklingen av teletekniska hjälpmedel för bekämpning av ubåtar (radar, sonarer och radiopeljutrustningar) satte press på 1900-talets ubåtsutveckling. Dykbåtarna hade blivit omoderna. Det krävdes nu ubåtar som kunde operera under längre tid i undervattensläge. Under efterkrigstiden satte Kockum ständigt nya tonnagerekord med allt större fartyg. Svenska varvsindustrin med Kockum i spetsen hade en framträdande plats i näringslivet.

### Kockums intensiva ubåtsproduktion under 1930-talet.
Under åren 1936-37 var Kockums ubåtsproduktion omfattande. Under 1920-talet hade företagets varvsnäring påverkats av konjunktursvängningar och sysselsättningen vid varvet hade avsevärt minskat. Kockum inledde intensiva försök att få order på ubåtar och jagare till utländska mariner. Vändningen kom med beställningar på tankfartyg med en första beställning i juli 1926. Kockum kunde nu bygga sig ur konjunkturkrisen. Företaget gjorde stora investeringar och ökade därigenom sin kompetens och förebyggde därmed framtida kriser. År 1932 fick Kockum en beställning på ubåtar av KMF (Kungliga Marinförvaltningen) med nya egenskaper, egenskaper som skilde de äldre ubåtarna från de kommande. De senare modellerna skulle kunna bära minor ombord för mineringsuppdrag till sjöss och kunna dyka till 100 meters djup. Från den Svenska Marinen lades tre beställningar på så kallade minutläggningsubåtar: Delfinen, Nordkaparen och Springaren. Ubåtarna skulle utgöra Delfinen II-klassen. Den 22 april 1936 levererades Delfinen och den 16 september levererades Nordkaparen. Sist ut i ubåtsserien stod Springaren klar den 27 april 1935 och levererades till Svenska Marinen 3 augusti 1937. I avsikt att skaffa mer kunskap om minutläggning kontaktade KMF företag i Italien, Frankrike och Holland. Efter förhandlingar och utvärderingar inleddes samarbete med den holländska firman IvS (Ingenieur voor Scheepbouw) som ansågs ha den största kompetensen i ämnet minutläggning. IvS sände konstruktionsunderlag och ritningar på "projekt DELFINEN" till Kockums. Tack vare samarbetet med IvS, byggde Kockums upp ett eget ubåtsritarlag med cirka 50 anställda. Utifrån denna grupp växte det fram en ubåtsavdelning på Kockums som utvecklade egen kompetens med förmåga att rita och tillverka världens bästa konventionella ubåtar.

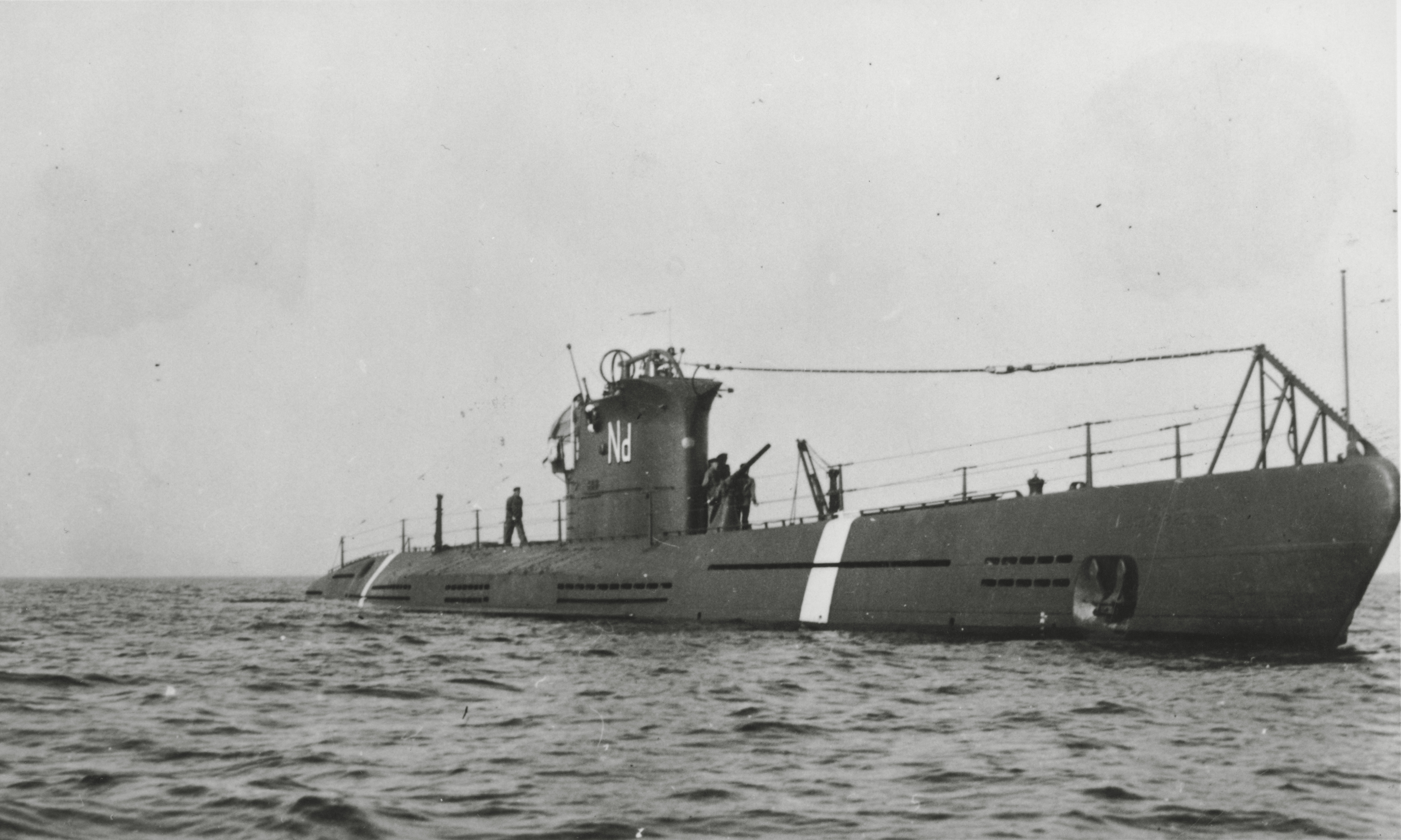
HMS Nordkaparen.

### Hajen II-klassen
Tre ubåtar av Hajen II-klassen levererades 1920. De skrotades 1942-1943.

### Sjölejonet-klassen
År 1933 beställde den Svenska Marinen tre stycken ubåtar som sedermera skulle utgöra den nio enheter stora ubåtsserien vid namn Sjölejonet-klassen. Den svenska upprustningen var angelägen i takt med den ökande krigsrisken i Europa. År 1940 signerades ett kontrakt mellan Kockums och Marinen på den sista triaden av ubåtar som skulle utgöra den nio långa ubåtsserien. Sjölejonet, sjöbjörnen, sjöhunden, Svärdfisken, Tumlaren, Dykaren, Sjöhästen, Sjöormen och Sjöborren. Ubåtsklassen byggdes, utrustades och levererades till Marinen och var Kockums numerärt största ubåtsserie hitintills. Man kan se tydliga likheter och släktdrag mellan Kockums föregående ubåtsserie Delfinen II-klassen men en skillnad var dock att Sjölejonet-klassen inte bar minor. Ubåtarna skulle vara renodlade, attackubåtar och därför installerades fler torpedtuber och kraftfullare motorer för ökad räckvidd. Den Svenska Marinen fick moderna och potenta ubåtar som de tidigare saknat.

### Hajen-klassen
Sex ubåtar av Hajen III-klassen byggdes mellan 1954 och 1957. De utrangerades i början av 1980-talet då Näcken-klassen levererades.

### Sjöormen-klassen
Fem ubåtar av Sjöormen-klassen (A11) användes mellan 1967 och 1997.

### Näcken-klassen
Tre ubåtar av Näcken-klassen (A14) användes mellan 1978 och millennieskiftet. Näcken (egentligen Näcken II) kom att byggas om till prototyp för Stirlingdrift.

### Västergötland-klassen
Fyra ubåtar av Västergötland-klass (A17) användes 1987-2003 varav två byggdes om till Södermanlandklass.

### Södermanland-klassen
Två ubåtar som byggts om så kraftigt, bl.a. med luftoberoende Stirlingmotordrift att de fått bilda en ny klass.

### Gotland-klassen
Tre ubåtar (1996-).

### Blekinge-klassen
Två ubåtar för närvarande (2023) under produktion.

### URF - Ubåtsräddningsfarkost
För att stärka räddningskapaciteten av ubåtar i nöd, inleddes av FMV, ett samarbete med COMEX i Marseille som innebar utveckling och beställning av räddningsubåten URF. År 1940, hade Kockum tillverkat två stycken räddningsklockor som båda hade föråldrats. År 1970 rekommenderade därför Ubåtssäkerhetskommittén att en tidsenlig räddningsubåt var nödvändig. I juni år 1974 utarbetade Kockum tillsammans med COMEX ett projekt angående URF. Ubåtsräddningsfarkosten stod klar och levererades till Marinen år 1978 och har sedan dess genomgått flera uppgraderingar. Räddningsfarkosten kan dyka 460 meter och rädda 35 man.. Ubåtsräddningen leds från särskilda ytfartyg som brukar döpas till HMS Belos.

### Gotland,UpplandochHalland
Den svenska ubåtsutvecklingen har varit kontinuerlig. En omfattande utveckling och modernisering av ubåtens framdrivning, Stirlingmotorn var ett stort steg under 90-talet. Stirlingmotorn kom att installeras i Gotland-klassen. Stirlingmotorn, konstruerades redan i början av 1800-talet av irländaren Robert Stirling. Stirlingmotorn var egentligen ett effektivt substitut för ångmaskinen, men användes aldrig i större skala. Maskinen föll i glömska, men samtidigt var den mycket tystgående och kunde arbeta under ett stort yttre tryck och därmed var den väl lämpad för ubåtsdrift. Under 80-talet lyckades Kockums ingenjörer med att anpassa en 200 år gammal uppfinning till ubåtsmotor vilket revolutionerade framdrivning av ubåtar med sitt oberoende av luft, höga verkningsgrad nästintill ljudlösa gång. Inför utvecklingen av Gotland-klassen, hade Kockum förmånen att få låna en av Marinens dåvarande ubåtar: Näcken. Inför tester med denna nygamla teknik, kapades ubåten bakom tornet och förlängdes med en ny sektion på 8 meter där stirlingmotorn installerades. Med insats av ett luftoberoende stirlingaggregat, möjliggjorde detta att Näcken kunde vistas under vattnet i flera veckor istället för några dagar. När Näcken sjösattes 1988 var det en mycket stor nyhet eftersom Kockum hade åstadkommit något oerhört viktigt för ubåtsutvecklingen. Kockum hade tagit ett stort steg i konkurrensen om mångmiljardorder på ubåtar. Gotland-klassen bestod av tre ubåtar: HMS Gotland, HMS Uppland och HMS Halland som började tillverkas år 1990. Redan från början fick alla tre ubåtar den anpassade stirlingmotorn installerad som drivkälla och därmed slapp ubåtarna bli demonterade senare i livet. Stirlingmotorn är otroligt fruktbar eftersom den är tyst, driftsäker och oberoende av luft. Motorn är tung och relativt dyr att producera men inte i jämförelse med andra luftoberoende drivkällor., Gotland levererades till marinen 26 augusti 1999. Uppland och Halland levererades den 26 juni 1999. HMS Gotland har blivit mycket uppmärksammad internationellt. Ubåtens ovannämnda goda egenskaper och högeffektiva sonar i världsklass gör att hon ser och hör allt.

## Blekinge-klass
Saabs affärsområde Kockums bygger just nu (2023) nästa generations ubåtar med arbetsnamnet A26, Blekinge-klass.